# 寺尾寿
寺尾 寿（てらお ひさし、1855年11月4日（安政2年9月25日） - 1923年（大正12年）8月6日）は、明治・大正時代の福岡県出身の日本の天文学者、数学者。東京物理学校（現・東京理科大学）初代校長。近代日本天文学の基礎を固めたことで知られている。門下生には平山信、木村栄、平山清次らがいる。

## 経歴
福岡藩士・寺尾喜平太の長男として、筑前国那珂郡春吉村（現・福岡県福岡市博多区中洲）に生まれる。
藩校修猷館（現・福岡県立修猷館高等学校）に学び、金子堅太郎と共に「東の寺尾、西の金子」と並び称されるほどの学才を示す。1873年東京外国語学校（現・東京外国語大学）に入学しフランス語を修め、1874年開成学校（東京大学の前身）に入学し物理学を専攻。フランス人お雇い外国人エミール・レピシエから天文学を学び、1878年12月東京大学理学部物理学科を卒業。1879年5月官費留学生を命ぜられフランスに留学。パリ天文台において天文学を研究し、傍らパリ大学で数学と天体力学を修め、フランス文部卿より、“リサンシエー・エス・シヤンス・マテマチック（licence ès sciences mathématiques）”の学位を授与される。1882年のフランス政府によるカリブ海のマルチニーク島における金星太陽面経過観測に参加し、アメリカ合衆国の天文台を巡視して、1883年3月に帰国する。
1883年3月東京大学理学部講師となる。傍ら文部省准奏任御用掛を兼務、仙台における経緯度測定に従事し、日本において初めて子午環を用いた緯度測定を行う。また、東京物理学講習所（現・東京理科大学）の創立者の一人であり、1883年9月に東京物理学校と改称すると初代校長に就任し、1896年2月まで務めた。1884年6月、東京大学理学部星学科教授に就任。このころ、数学者として楕円関数やテータ関数の理論を日本で初めて大学で講義している。
ローマ字推進論者であり、1885年1月には、外山正一、矢田部良吉、山川健次郎、松井直吉、隈本有尚、北尾次郎とともに、ローマ字を推進する団体として「羅馬字会」を設立する。1888年6月2日、東京大学附属東京天文台（現・国立天文台）の初代台長に就任。同年6月7日理学博士号を授与される。1889年、パリにおける万国測地学協会の総会に委員として出席し、この帰途、日本にメートル原器を持ち帰っている。1891年5月7日、明治24年の暦の原稿中で同年5月24日に起こる月食が脱漏していたことに気付かず発行してしまったことから、年俸の36分の1を減俸する処分を受けた。1893年星学科が二講座制になると第一講座を担当した。1898年文部省に測地学委員会が設けられ初代会長となる。同年、平山信、水原準三郎らと日本初の海外観測遠征となるインドでの日食観測を行い、コロナの写真撮影に成功。1903年東京学士会院（帝国学士院の前身）会員となる。1908年日本天文学会を創立し、初代会長に就任する。 
1915年、60歳になった時に、東京帝国大学理科大学教授を退官。一説には、東大教官60歳定年説を唱えて自ら身を引いたとも言われている。東京天文台長を退官したのは、それから4年後の1919年である。1920年2月6日東京帝国大学名誉教授の称号を授与された。引退後は、静岡県の伊東にある別荘において読書三昧の生活を送ったという。墓所は青山霊園。

## 栄典・授章・授賞
位階
- 1886年（明治19年）7月8日 - 従六位[9]
- 1892年（明治25年）7月6日 - 正六位[10]
- 1897年（明治30年）10月30日 - 正五位[11]
- 1901年（明治34年）3月20日 - 従四位[12]
- 1911年（明治44年）6月20日 - 従三位[13]

勲章等
- 1896年（明治29年）12月25日 - 勲六等瑞宝章[14]
- 1900年（明治33年）12月20日 - 勲四等瑞宝章[15]
- 1902年（明治35年）12月27日 - 勲三等瑞宝章[16]
- 1909年（明治42年）12月25日 - 勲二等瑞宝章[17]
- 1923年（大正12年）8月6日 - 勲一等瑞宝章[18]

## 家族・親族
姉・ちかは福岡藩士・萩尾四郎に嫁いでいる。萩尾四郎・ちか夫妻の次女・しかは平尾房吉に、三女・梅は住友製鋼所常務の加藤栄に嫁いでいる。平尾房吉・しか夫妻の次男・玄雄は寿の娘・敦子と森安三郎夫婦の長女・綾子と結婚した。また加藤栄・梅夫妻の長女・幸は三菱重工業専務の佐藤忠雄に嫁いだが、佐藤忠雄・幸夫妻の次女・華子が髙島屋の創業者一族・飯田直一（飯田新七の曾孫で財部実秀の外孫）に嫁いでいる。日産コンツェルンの創業者・鮎川義介は飯田直一の伯母の夫にあたる。
弟・寺尾亨は喜平太の次男で国際法学者、同じく弟・澄川徳は喜平太の三男で医学博士、やはり弟・小野隆太郎は喜平太の四男で司法官。妹・達子は寿の親友で司法官の渡辺暢に嫁いだ。女優の東山千栄子は渡辺暢・達子夫妻の次女で母方の伯父にあたる亨の養女となった。
寿は2度結婚している。先妻・駒子との間に生まれた次男・寺尾新は動物学者で、新の妻は動物学者・石川千代松の長女・きよ。渡辺暢・達子夫妻の六女すなわち東山の妹が石川千代松の長男でジャーナリスト・翻訳家・評論家の石川欣一に嫁いだため、寺尾家は石川家と二重の姻戚関係にある。また千代松の妻、すなわち欣一ときよの母は箕作麟祥の長女・貞子なので、寺尾家は石川家を通じて箕作家の係累になった。寺尾寿の弟子の1人・平山信も長女が地球科学者の坪井誠太郎に嫁いだため（坪井は石川千代松の妻の従弟にあたる）、寺尾・平山の師弟はともに箕作家と姻戚関係で結ばれているといえる。後妻・喜久子との娘・芳子は東京医学専門学校教授の荒井恒雄に嫁いだ。
寿と先妻・駒子との間に生まれた長女・敦子は既述のように外交官の森安三郎に嫁いだ。森の長女・綾子は同じく既述のように寿の姉の孫にあたる平尾玄雄と結婚したため平尾玄雄・綾子夫妻は又従兄妹同士で結婚したことになる。
寿の先妻・駒子の妹・千代は官僚・政治家の中村純九郎に嫁いだ。純九郎・千代夫妻の次女は住友財閥の総理事・古田俊之助に、三女は陸上選手で日本人初のオリンピック金メダリストである織田幹雄に嫁いだ。
寿の後妻・喜久子は、妹・小春が中島力造の妻、弟が俳人・大野洒竹（本名・大野豊太）。喜久子姉弟の叔母は横井玉子、従兄弟が戸川秋骨であり、姪は日本楽器製造の第3代社長を務めた川上嘉市に嫁いだ。嘉市の長男は日本楽器製造の第4代・第6代社長の川上源一。嘉市の次男は東宝アドセンター社長の川上流二。流二の妻は第10代横浜市長・有吉忠一の五女なので、元日本郵船社長の有吉義弥・政治家の山崎巌・元建設事務次官の柴田達夫・元日本電信電話公社総裁の米沢滋は流二の義兄にあたる（義弥は忠一の長男、山崎・柴田・米沢は忠一の娘婿）。
- 父・寺尾喜平太 ‐ 福岡藩士。47歳で早世。[28][29]
- 母・愛子 ‐ 福岡藩士・内野喜作の二女。クリスチャン。[28]
- 弟・寺尾亨  ‐ 養子に姪の東山千栄子、寺尾進
- 次弟・澄川徳(めぐむ、1861-1926)  ‐ 代々福岡藩医を務める澄川家の養子。医師。東大医学部卒業後、小倉市立病院長を経てベルリン大学、フライブルク大学に留学、帰国後東大病理学・三浦守治教授のもとで博士号取得、若松病院長，広島県立病院長を経て広島市で開業。小倉時代に森鴎外と親しくなり、鴎外の『小倉日記』に実名で登場するほか、小説「独身」では市立病院長・富田のモデルとして描かれた。[29]
- 三弟・小野隆太郎 ‐ 養父に小野隆助
- 妹・達子 ‐ 渡辺暢の妻。
  - 二女・東山千栄子 ‐ 亨と養子縁組。
  - 六女・ ‐ 石川欣一の妻

- 前妻・駒子 ‐ 義弟に中村純九郎、姪の夫に古田俊之助、織田幹雄
  - 二男・寺尾新 ‐ 岳父に石川千代松、妻の外祖父に箕作麟祥。
- 後妻・喜久子 ‐ 弟に大野洒竹（岳父に岸田吟香）。義弟に中島力造（娘婿に川上嘉市、竹内時男）、叔母に横井玉子、従兄に戸川秋骨
  - 三女・芳子 ‐ 東京医学専門学校教授・荒井恒雄（1883－1971、奥平恒中の二男、荒井桐月の養子）の妻。荒井桐月は新栄女学校、共立女学校の教師[30][31]。

## 逸話

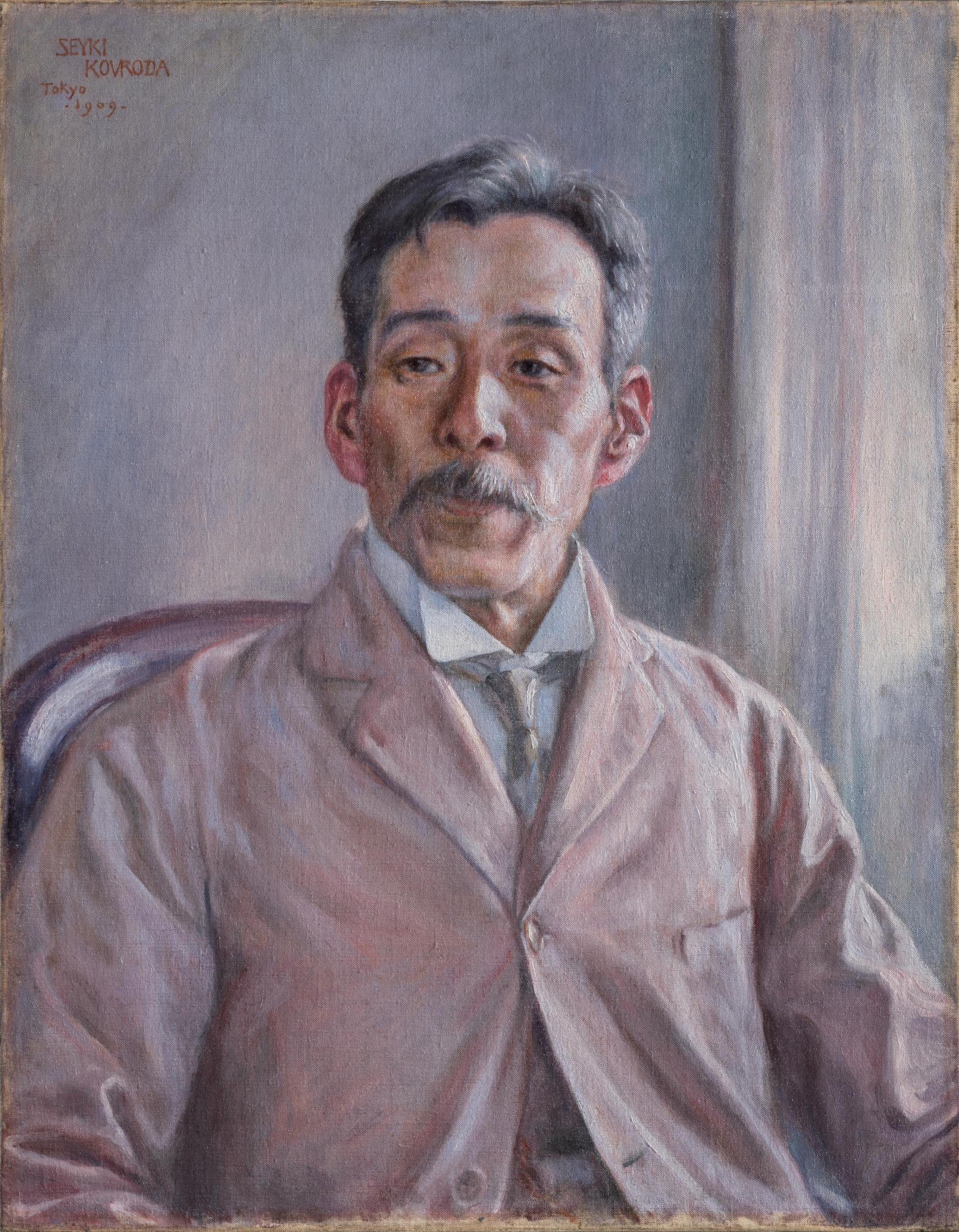
寺尾壽博士像 黒田清輝筆

洋画家黒田清輝は、1883年に寺尾からフランス語を習い、同年東京外国語学校フランス語科の入学試験に合格している。1909年には、寺尾の東京大学在職25年を祝し、寺尾に贈るために肖像画『寺尾壽博士像』を描き、「大に幸福に感じ、大に博士の性格を表はさうと思つて画いた」と述べている。